# Huerta Grande
Huerta Grande es una localidad situada en el departamento Punilla, provincia de Córdoba, Argentina.
Se encuentra a 69 km de la ciudad de Córdoba sobre la Ruta 38.
La localidad se halla adosada a sus vecinas Villa Giardino (al norte) y La Falda (al sur), formando parte del aglomerado urbano lineal que discurre a lo largo del Valle de Punilla, en el Gran Córdoba.
La principal fuente de ingresos, al igual que casi todas las localidades del Valle de Punilla es el turismo, en Huerta Grande se encuentran los hoteles de U.O.M.A. (molineros), F.O.T.R.A. (tabaco) y de los sindicatos de Viajantes, Prefectura Naval Argentina, Policías de Córdoba, Jubilados y Pensionados de la Provincia de Entre Ríos, U.T.E.D.Y.C. (Unión Trabajadores de Entidades Deportivas y Civiles), Vidrio, Correos y Telecomunicaciones, etc.
La fiesta patronal es el 16 de julio, en honor a Nuestra Señora del Carmen.

## Geografía

### Población
Cuenta con 7854 habitantes (Indec, 2022), lo que representa un incremento del 24% frente a los 5933 habitantes (Indec, 2010) del censo anterior. Forma parte del aglomerado urbano denominado La Falda - Huerta Grande - Valle Hermoso que cuenta con una población total de 35 821 habitantes (Indec, 2010).
| Gráfica de evolución demográfica de Huerta Grande entre 1980 y 2022 |
|                                                                     |
| Fuente: Censos nacionales del INDEC                                 |

### Clima
El clima en Huerta Grande es templado con invierno seco y verano suave (Cwb en clasificación climática de  Köppen), la temperatura media anual es de 14.2 °C y la humedad relativa promedio anual es de 73%. La precipitación anual es de 722 mm.
| Parámetros climáticos promedio de Huerta Grande, Córdoba | Parámetros climáticos promedio de Huerta Grande, Córdoba | Parámetros climáticos promedio de Huerta Grande, Córdoba | Parámetros climáticos promedio de Huerta Grande, Córdoba | Parámetros climáticos promedio de Huerta Grande, Córdoba | Parámetros climáticos promedio de Huerta Grande, Córdoba | Parámetros climáticos promedio de Huerta Grande, Córdoba | Parámetros climáticos promedio de Huerta Grande, Córdoba | Parámetros climáticos promedio de Huerta Grande, Córdoba | Parámetros climáticos promedio de Huerta Grande, Córdoba | Parámetros climáticos promedio de Huerta Grande, Córdoba | Parámetros climáticos promedio de Huerta Grande, Córdoba | Parámetros climáticos promedio de Huerta Grande, Córdoba | Parámetros climáticos promedio de Huerta Grande, Córdoba |
| Mes                                                      | Ene.                                                     | Feb.                                                     | Mar.                                                     | Abr.                                                     | May.                                                     | Jun.                                                     | Jul.                                                     | Ago.                                                     | Sep.                                                     | Oct.                                                     | Nov.                                                     | Dic.                                                     | Anual                                                    |
| -------------------------------------------------------- | -------------------------------------------------------- | -------------------------------------------------------- | -------------------------------------------------------- | -------------------------------------------------------- | -------------------------------------------------------- | -------------------------------------------------------- | -------------------------------------------------------- | -------------------------------------------------------- | -------------------------------------------------------- | -------------------------------------------------------- | -------------------------------------------------------- | -------------------------------------------------------- | -------------------------------------------------------- |
| Temp. máx. media (°C)                                    | 26.8                                                     | 26.1                                                     | 23.3                                                     | 20.0                                                     | 16.4                                                     | 14.3                                                     | 14.5                                                     | 17.7                                                     | 19.0                                                     | 22.0                                                     | 24.4                                                     | 25.8                                                     | 20.9                                                     |
| Temp. media (°C)                                         | 20.0                                                     | 19.9                                                     | 17.2                                                     | 13.5                                                     | 10.7                                                     | 8.4                                                      | 8.3                                                      | 10.5                                                     | 12.1                                                     | 14.4                                                     | 17.2                                                     | 18.6                                                     | 14.2                                                     |
| Temp. mín. media (°C)                                    | 14.4                                                     | 13.9                                                     | 12.5                                                     | 9.3                                                      | 6.4                                                      | 4.3                                                      | 3.9                                                      | 5.2                                                      | 6.3                                                      | 9.1                                                      | 11.8                                                     | 13.2                                                     | 9.2                                                      |
| Precipitación total (mm)                                 | 115.0                                                    | 85.0                                                     | 120.0                                                    | 51.0                                                     | 22.0                                                     | 6.0                                                      | 3.0                                                      | 4.0                                                      | 22.0                                                     | 63.0                                                     | 115.0                                                    | 116.0                                                    | 722                                                      |
| Días de precipitaciones (≥ )                             | 10                                                       | 10                                                       | 10                                                       | 6                                                        | 3                                                        | 2                                                        | 2                                                        | 1                                                        | 3                                                        | 8                                                        | 10                                                       | 11                                                       | 76                                                       |
| Humedad relativa (%)                                     | 73                                                       | 76                                                       | 80                                                       | 77                                                       | 75                                                       | 77                                                       | 73                                                       | 63                                                       | 64                                                       | 71                                                       | 71                                                       | 71                                                       | 72.6                                                     |
| Fuente: SMN Argentina, promedio 1981 - 1990              |                                                          |                                                          |                                                          |                                                          |                                                          |                                                          |                                                          |                                                          |                                                          |                                                          |                                                          |                                                          |                                                          |

## Sismicidad
La región posee sismicidad media; y sus últimas expresiones se produjeron
- Terremoto del 16 de enero de 1947 (78 años), a las 2.37 UTC-3, con una magnitud aproximadamente de 5,5 en la escala de Richter[2]
- Terremoto del 28 de marzo de 1955 (70 años), a las 6.20 UTC-3 con 6,9 Richter: además de la gravedad física del fenómeno se unió el desconocimiento absoluto de la población a estos eventos recurrentes

Área de Media sismicidad con 5,5 Richter, con silencio sísmico de 78 años, otro de mayor cimbronazo hace 70 años por el terremoto de Villa Giardino de 1955 con 6,9 Richter

### Relieve
Su relieve es variado, desde suaves ondulaciones hasta la abrupta y asimétrica sierra donde abundan arroyos y manantiales. Tiene un balneario formado por tres embalses rodeados de una frondosa arboleda, exuberante vegetación y agua en abundancia. El nombre del lugar se debe a la fertilidad de sus tierras, muy ricas en humus, elemento que favoreció el desarrollo de numerosas huertas.

## Historia
Huerta Grande, entre 1912 y 1920 conjuntamente con Cosquín era uno de los pocos lugares habitados entre Córdoba y Capilla del Monte donde nació el gran Máximo Rivieri . Entre los logros de este importante terrateniente se destaca la creación de la escuela Bernardino Rivadavia y la fundación del  club Deportivo Huerta Grande que data de 1915 y la construcción de la iglesia parroquial. Para aquel entonces, Huerta Grande ya era un lugar de turismo, escenario de bailes y cabalgatas. En tanto se crea el municipio el 3 de enero de 1941, siendo el primer intendente Andrés González. En la localidad fueron instalándose numerosas colonias de vacaciones de instituciones sindicales, registrándose además presencia de hotelería privada, atraídas por el hermoso entorno natural con sus bellos paisajes.
El Tren de las Sierras tuvo una estación en Huerta Grande. Véase: Estación Huerta Grande.

## Turismo y lugares de interés
La cascada de Los Olmos
Se trata de un paradisíaco lugar enclavado a 1.107 metros sobre el nivel del mar, que además provee de agua potable a la localidad.
Iglesia Nuestra Señora del Carmen
Frente a la plaza central, la misma fue donada por el médico oculista Lage Weskamp en agradecimiento a la virgen por la mejoría de la enfermedad de asma, gracias al clima del lugar, que había experimentado una pequeña de su familia.
Tardó 20 años en ser construida y en 1916 se puso en manos de la Orden de los Capuchinos.
Jardín Botánico "Dr. Miguel Culaciati"
Un jardín botánico ubicado en el centro de la localidad que funciona en el predio que fue propiedad del Ing. Olmos, quien levantó una casa denominada "Villa Hortensia" en 1927. Dos años después la adquirió el Dr. M. J. Culaciati. Desde 1929, fue desarrollando una esmerada parquización, sostenida sus descendientes hasta la actualidad. En 1989, su hijo lo convirtió en un jardín botánico privado.
La parcela tiene una superficie de 24 000 m². Cuenta con más de 200 especies clasificadas y unas 100 en estudio.
Allí tiene sede la Fundación Botánica Conservacionista Argentina; Y cuenta además con biblioteca, herbario, vivero, una lupa estereoscópica y una gran colección de fósiles minerales.
Camino del Dragón
Se trata de un camino sinueoso ubicado al pie de las Sierras Chicas, con una vista constante del hermoso valle que antaño guiaba a un, hoy desaparecido tronco milenario, que sostenía la forma de un "Dragón". Es considerado el Balcón Natural de la zona centro de Punilla.
Balneario municipal Pekos Bill
Un balneário municipal agradable, con una gran y frondosa arboleda a sus márgenes, muy visitado en verano. Cercana al lugar se encuentra la famosísima "La Cueva del Indio".
Río San Francisco
Además del balneario municipal, el cauce del río ofrece las piletas construidas sobre el mismo, a la sombra de añosos sauces de gran tamaño, y vigilando todo el paraje una enorme roca "El Peñón del Águila" con base granítica excavada por una cueva -una típica vivienda comechingona- siendo por su elevación un verdadero atalaya natural.
Reserva Natural, Forestal y Arqueológica "Naguán Tica"
El nombre deriva de dos vocablos Comechingones que significan "Cerros del Cacique". A este sitio de 30 Hectáreas de superficie se ingresa a través de su entrada principal ubicada frente al Balneario municipal Pekos Bill.
Piedras Grandes y Las Muyunas
Piedras Grandes se trata de un paraje ubicado al oeste de la localidad, donde se pueden encontrar rocas de gran tamaño y de muy diversas y curiosas formas, que dan su nombre al lugar. En las cercanías se encuentra "Las Muyunas", hoy área natural protegida donde se asienta un balneario sobre el río con variados servicios. En el predio se pueden avistar ejemplares de flora y fauna nativa.

## Infraestructura

### Carreteras
El único acceso a la localidad se hace mediante la ruta Nacional 38; La avenida céntrica se denomina avenida San Martín y discurre casi paralela a la ruta 38.
En la actualidad el paso a travès de la localidad se encuentra algo colapsado debido a que la ruta nacional 38 se encuentra completamente urbanizada y no existe ninguna avenida o autovía de circunvalación.
Desde el año 2016 se encuentra en construcción una nueva rotonda en el acceso norte, en el límite con Villa Giardino, aunque dichas obras avanzan con gran lentitud.
LA gestión actual apoya la obra de una autovía que atravesará el Valle de Punilla la cual provocaría un gran impacto ambiental, sumándose a los distintos hechos y actividades que en los últimos años afectaron al medio ambiente en la localidad.

### Transporte
Casi todos los servicios de buses circulan por la avenida central de la localidad, donde posee varias paradas de buses. 
En el año 2015 fue construida e inaugurada la terminal de buses, en el centro, y contando también con servicios como restaurante y baños. 
Las empresas que brindan servicio en la localidad son Sarmiento, Lumasa, y Ersa. 
| Autobuses         | Autobuses                              | Autobuses |
| empresa           | línea                                  | destinos |
| ----------------- | -------------------------------------- | --- |
| Empresa Sarmiento | La Falda-Capilla del Monte urbano      | La Falda, Villa Giardino, La Cumbre, Los Cocos, San Esteban, Capilla Del Monte, Charbonier, Cruz Del Eje. |
| Empresa Sarmiento | Córdoba-Cruz Del Eje por San Roque     | Córdoba, San Roque, Bialet Massé, Sta. María De Punilla, Cosquín, Casa Grande, Valle Hermoso, La Falda, La Cumbre, Capilla Del Monte, San Marcos Sierras, Cruz Del Eje. |
| Empresa Sarmiento | Córdoba-Cruz Del Eje por Ruta 20       | Córdoba, Villa Carlos Paz, Va. Santa Cruz Del Lago, Parque Síquiman, Bialet Massé, Sta. María De Punilla, Cosquín, Casa Grande, Valle Hermoso, La Falda, La Cumbre, Capilla Del Monte, Cruz Del Eje.                                                                            |
| Empresa Sarmiento | Córdoba-Villa Dolores por Cruz Del Eje | Córdoba, Villa Carlos Paz, Va. Sta. Cruz Del Lago, Parque Síquiman, Bialet Massé, Sta. M. De Punilla, Cosquín, Casa Grande, Valle Hermoso, La Falda, La Cumbre, Capilla Del Monte, Cruz Del Eje, Va. De Soto, San Carlos Minas, Cura Brochero, Mina Clavero, Nono, Va. Dolores. |
| Empresa Lumasa    | Córdoba-Villa Giardino diferencial     | Córdoba. |
| Empresa Lumasa    | Urbano línea A                         | La Falda. |
| Empresa Lumasa    | Urbano línea B                         | Valle Hermoso, La Falda. |
| Empresa Lumasa    | Urbano línea C                         | Valle Hermoso, La Falda, Villa Giardino. |
| Empresa Ersa      | Córdoba-Cruz Del Eje                   | Córdoba, Villa Carlos Paz, Va. Santa Cruz Del Lago, Parque Síquiman, Bialet Massé, Cosquín, Casa Grande, Valle Hermoso, La Cumbre, Los Cocos, Capilla Del Monte, Cruz Del Eje.                                                                                                  |

| Autobuses Larga Distancia  | Autobuses Larga Distancia | Autobuses Larga Distancia |
| empresa                    | línea                     | destinos |
| -------------------------- | ------------------------- | --- |
| Urquiza/Sierras De Córdoba | Retiro-Capilla Del Monte  | Buenos Aires-Retiro, Escobar, Campana, Rosario, Armstrong, Bell Ville, Marcos Juárez, Villa Maria, Oliva, Oncativo, Laguna Larga. |
| Cata Internacional         | Córdoba-Mendoza           | Milagro, Chepes, Vallecito, Caucete, San Juan, Jocolí, Mendoza.                                                                   |
| Chevallier                 | Capilla Del Monte-Retiro  | Villa María, Rosario, San Nicolás, Campana, Escobar, Thames, Buenos Aires-Retiro.                                                 |

## Deportes
El club Sportivo Huerta Grande y el club Unión son los clubes de la Localidad.
En los alrededores se pueden realizar actividades como ciclismo, senderismo y otras.
También se encuentra el polideportivo municipal con canchas de básquet, balonmano, fútbol, hockey y Taqueball.
Hay plazas saludables en distintos puntos de la localidad.

## Educación
Los siguientes colegios integran la oferta educativa en la ciudad:
- Escuela Bernardino Rivadavia   Público
- Instituto Provincial de enseñanza Media I.P.E.M. N.º 200   Público
- Instituto Superior Del Profesional Jorge A. Cavanna (Ex celedónio Galván Moreno)   Privado
- Instituto Superior Del Profesorado Jorge A. Cavanna    Mixto club de deportes
- Jardín De Infantes Bernardino Rivadavia    Público

## Cultura

### Música
Durante los meses de verano suelen darse algunos mini-recitales en la avenida céntrica, el predio del ferrocarril o el paseo del arte ubicado entre el polideportivo municipal y la plaza de los Niños.
También tienen lugar aquí los famosos carnavales los cuales comenzaron siendo gratuitos y ahora se cobra entrada.

### Ferias
Desde hace años se realiza la feria de las pulgas en el acceso sur, sobre el predio de las vías del tren, una de las más grandes del Valle de Punilla, donde los feriantes venden cosas nuevas, usadas, artesanías y demás. Organizado por el departamento de Defensa Civil de la localidad. 
En el paseo del arte, ubicado entre la iglesia del pueblo y la plaza de Los Niños, se realiza la Feria de Artesanos, teniendo lugar por primera vez en el año 2022.

### Media
Las emisoras de fm cubren Huerta Grande y alrededores:
- Radio Panamericana 99.3 Fm	"Servicio Público de Comunicación Audiovisual"
- Fantástica 101.1

Revistas de Clasificados:
Se distribuyen las revistas de clasificados Guía Delivery (clasificados del valle de punilla), Yo Publico Web  (clasificados del Valle de Punilla), y El Utilitario (Clasificados del Valle de Punilla y ciudad de Cruz Del Eje).
También pueden sintonizarse desde la localidad algunas estaciones AM de la ciudad de Córdoba, y FM de Córdoba y del resto del Valle de Punilla.
La televisión abierta análoga ofrece los 3 canales de Córdoba (12,10 y 8) provenientes de los transmisores ubicados en Los Cocos; Mientras que la TDT (televisión digital terrestre abierta) incorpora algunas señales más, las cuales son recibidas desde el transmisor de Villa Carlos Paz.
La TV de paga es provista a través de cable (Cablevisión) y de manera satelital.
En la localidad se puede ver a través del cable el canal televisivo de la vecina ciudad de La Falda, TDCRed. 
El servicio de telefonía es provisto por Telecom; Mientras que el internet lo brindan Arnet (ADSL) y los operadores inalámbricos Open Noa, Ynfinity y Conecta.

## Personas destacadas
- Dora Baret (n. 1940), actriz.

## Servicios públicos y utilidades
El agua potable de la localidad es provista por la Municipalidad y proviene de las sierras chicas y del río San Francisco. Huerta Grande posee un centro de salud. La energía eléctrica es provista por la empresa EPEC.

### Ecopuntos
Los vecinos autoconvocados por el cuidado del medioambiente, formando una comisión, han conseguido que se coloquen en distintos puntos de la localidad, Ecopuntos para el reciclado de plásticos y vidrios